# Likasi
Likasi je město v Konžské demokratické republice. Leží v provincii Haut-Katanga na jihovýchodě země. Žije v něm přibližně 423 tisíc obyvatel.
Likasi bylo založeno v roce 1917 a v roce 1943 bylo povýšeno na město. Za jeho rozvojem stojí nerostné bohatství (měď, zinek, uran a kobalt) a chemický průmysl. Kovy se zde získávaly již před příchodem Evropanů, o vybudování moderních těžebních zařízení se zasloužil inženýr Jean Jadot, podle něhož neslo město v letech 1931 až 1971 francouzský název Jadotville a vlámský název Jadotstad. 
Uran z místního dolu Shinkolobwe byl použit pro výrobu atomových bomb v Projektu Manhattan. V roce 1961 zde probíhaly boje mezi jednotkami OSN a katanžskými separatisty. V místní věznici Buluwo byl internován Patrice Lumumba.
Heslem města je Aere laboreque (mědí a prací). Díky poloze na náhorní plošině Katanga v nadmořské výšce přes 1300 metrů má město mírné podnebí.
Narodil se zde konžský prezident Laurent-Désiré Kabila (1939–2001).